# 와쿠다 마유코

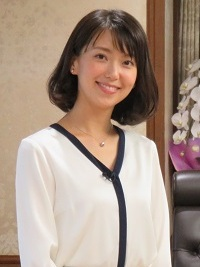

와쿠다 마유코(和久田 麻由子, 1988년 11월 25일 ~ 가나가와현)는 일본의 언론인이며 NHK의 여자 아나운서이다. 2019년 2월에 일반인 남성과 결혼을 했다.

## 생애
1988년 11월 25일 일본 가나가와현에서 태어났다. 그녀는 2세에서 5세까지 잠시 미국 텍사스주에서 살았다가 다시 일본으로 돌아왔다. 그녀는 도쿄도에 여자학원 중고등학교를 졸업하고 도쿄 대학 경제학부 경제학과를 졸업했다. 2011년에 NHK에 입사해 2011년 6월부터 2014년 3월까지 NHK 오카야마 방송국에서 활동을 하다가 2014년 3월 현재 NHK 방송 센터로 옮겨 활동하고 있다.

## 특이사항
그녀는 《NHK 뉴스 오하요 일본》의 최장수 진행자였다. 그녀는 2014년 4월 5일부터 2015년 3월 29일까지 주말과 휴일 공휴일에 진행을 했었고 2015년 3월 30일 2020년 3월 27일까지부터 평일 월 ~ 금 진행을 했었고 2020년 3월 30일 신년 개편에 따라 쿠와코 마호 아나운서 후임으로 뉴스 워치 9를 2022년 4월 1일까지 진행을 했었다. 그러다가 2023년 4월 3일에 봄 개편에 따라 NHK 뉴스 7의 메인 진행자로 낙점되어 진행할 예정이다.

## 같이 보기
- 다카세 코조
- 아베 와타루
- 쿠와코 마호
- 오미 유리에
- 아카키 노노카